# Opice
Opica je splošno ime, ki se lahko nanaša na večino sesalcev infrareda Simiiformes, znanih tudi kot opice. Tradicionalno se vse živali v skupini, ki je zdaj znana kot opice, štejejo za opice, razen človečnjakov. Tako opice v tem smislu predstavljajo nepopolno parafiletsko skupino; vendar so v širšem smislu, ki temelji na kladistiki, vključene tudi opice (Hominoidea), zaradi česar sta izraza opice in človečnjaki sinonima glede na njihov obseg.
Leta 1812 je Étienne Geoffroy združil opice in skupino opic Cercopithecidae ter uveljavil ime Catarrhini, »opice Starega sveta« (singes de l'Ancien Monde v francoščini). Obstoječa sestrska skupina Catarrhini v skupini opic (singes) je Platyrrhini (opice Novega sveta). Približno devet milijonov let pred razhajanjem med Cercopithecidae in človečnjaki so se Platyrrhini pojavili med 'opicami' s selitvijo v Južno Ameriko iz Afro-Arabije (stari svet), verjetno z oceanom. Opice so tako globoko v drevesu obstoječih in izumrlih opic in katera koli od opic je izrazito bližje povezana s Cercopithecidae kot s Platyrrhini.
Številne vrste opic živijo na drevesih (drevesne), čeprav obstajajo vrste, ki živijo predvsem na tleh, na primer pavijani. Večina vrst je aktivnih predvsem podnevi (dnevne). Opice na splošno veljajo za inteligentne, zlasti opice Starega sveta.
Znotraj podreda Haplorhini so opice sestrska skupina nartničarji – oba člana sta se razšla pred približno 70 milijoni let. Opice novega sveta in katarske opice so se pojavile med opicami pred približno 35 milijoni let. Opice in človečnjaki starega sveta so se pojavile znotraj katarskih opic pred približno 25 milijoni let. Izumrle bazalne opice, kot sta Aegyptopithecus ali Parapithecus (pred 35–32 milijoni let), primatologi prav tako obravnavajo opice.
Lemurji, loriji in galagoji niso opice, ampak primati strepsirrhine (podred Strepsirrhini). Sestrska skupina opic, nartničarji, so prav tako haplorhine primati; vendar pa tudi niso opice.
Opice so se pojavile znotraj opic kot sestre Cercopithecidae v Catarrhini, tako da so kladistično tudi opice. Vendar pa obstaja odpor proti neposrednemu označevanju opic (in s tem ljudi) kot opic, zato lahko opica Starega sveta pomeni Cercopithecoidea (brez človečnjakov) ali Catarrhini (vključno s človečnjaki). Da so človečnjaki opice, je spoznal že Georges-Louis Leclerc, Comte de Buffon v 18. stoletju. Linnaeus je to skupino leta 1758 uvrstil skupaj z nartničarji v en sam rod Simia (sans Homo), skupino, ki je danes priznana kot Haplorhini.
Opice, vključno s človečnjaki, je mogoče ločiti od drugih primatov po samo dveh prsnih bradavicah, visečem penisu in pomanjkanju čutnih brkov.

## Opis
Ker so se človečnjaki pojavili v skupini opic kot sestre opic starega sveta, so lastnosti, ki opisujejo opice, na splošno enake tudi človečnjakom. Williams in drugi orisane evolucijske značilnosti, tudi v skupinah debel, v nasprotju z drugimi primati, kot so nartničarji in lemuriformes.
Opice se razlikujejo po velikosti od male marmozetke, ki je lahko majhna tudi do 117 mm s 172 mm repom in nekaj več kot 100 g v teži] do samca mandrila, dolgega skoraj 1 m in tehtajočega do 36 kg. Nekateri so drevesni (živijo na drevesih), drugi pa živijo v savani; prehrana se med različnimi vrstami razlikuje, vendar lahko vsebuje kar koli od naslednjega: sadje, liste, semena, oreščke, cvetove, jajca in majhne živali (vključno z žuželkami in pajki).
Nekatere značilnosti so skupne skupinam; večina opic Novega sveta ima dolge repe, pri čemer so tiste iz družine Atelidae oprijemalni, medtem ko imajo opice Starega sveta neprijemalne repe ali sploh nimajo vidnega repa. Opice Starega sveta imajo trikromatski barvni vid kot človek, medtem ko so opice Novega sveta lahko trikromatske, dikromatske ali – kot pri nočnih opicah in večjih galagih – enobarvni. Čeprav imajo opice Novega in Starega sveta, tako kot človečnjaki, naprej obrnjene oči, sta obraza opic Sstarega sveta in Novega sveta videti zelo različna, čeprav ima vsaka skupina nekaj skupnih značilnosti, kot so vrste nosov, lic in zadkov.

## Sporazumevanje
Mnoge opice se sporazumevajo z glasi. Vriskač iz Južne Amerike se oglaša z nenavadno nizkimi zavijajočimi klici, kar mu omogoča posebej za to prilagojeno grlo. S tem oglašanjem opozarjajo druge skupine vriskačev, naj se izogibajo njihovega ozemlja. Vodečega samca, ki je najglasnejši, se lahko sliši 3 km daleč.

## Varstvo
Gozdove, v katerih živijo opice, človek]hitro izsekava. Novo naseljena drevesa kmalu spet poseka, zato ne morejo dajati ustreznega zavetja živalim. Desetinam opic tako grozi izumrtje. Med njimi je tudi miriki ali pajčarka iz Brazilije. 

## Vrste
Opice (Anthropoidea) predstavljajo podred med višjimi primati. Delijo se na:
- širokonosce (Ceboidea ali Platyrrhini), majhne opice Novega sveta, ki v glavnem živijo na drevesih;
- ozkonosce (Cercopithecoidea ali Catarrhini), kamor spadajo pavijani;
- človeku podobne opice (Hominoidea), ki se delijo na: Pongidae ali Antropomorphae, kamo spadajo gorila, šimpanz in orangutan;
- hominide kamor spada moderni človek

### Gorila
Z dvema metroma višine so gorile največje opice. Če niso vznemirjene, so to počasne in ljubeznive živali. Večino časa porabijo za počitek ali pa prehranjevanje z listi in poganjki. Živijo v majhnih skupinah, ki se počasi pomikajo skozi gozd. Na enem mestu pojedo le nekaj, ne pa vse razpoložljive hrane.
V skupini je pet do deset goril: odrasel samec, nekaj samic in njihovi različno stari mladiči. Mladič se skoti en sam, samica pa zanosi vsaka štiri leta. Zaradi razmnoževanja zgolj vsaka 4 leta lahko hitro pride do izumrtja te v naravi ogrožene vrste.

### Orangutan
Živahno obarvani orangutan živi v gozdovih Bornea, Sumatre in Jugovzhodne Azije. Večino življenja preživi visoko v drevju, kjer išče sadje, poganjke, liste in žuželke. Je samotar, razen v času razmnoževanja.

#### Zanimivost:
- Oprijemalna roka omogoča dober oprijem.
- Roke so v primerjavi s telesom dolge.
- Groba dlaka je rdeče-rjava.
- Danes grozi orangutanom izumrtje. Človek njihove gozdove izsekava in spreminja v kmetijske površine.

### Makak
Vedenje opic lahko označimo kot »razumno«. To se vidi iz načina, kako se med seboj sporazumevajo, kakšen spomin imajo in kako se znajdejo v zadregi. Znan je primer rdečeličnih makakov. Ti so se naučili, da se s pranjem sadja v vodi znebijo umazanije in peska, ki je na njem. Ostali člani skupine so opazovali vrstnike pri tem početju in jih oponašali. Makaki imajo pozimi rdeč obraz in belo kožo.

### Gibon
Gibon ima tako dolge roke, da se, tudi ko je vzravnan, s prstnimi členki dotika tal. Živali v družinskih skupnostih, v katerih so poleg samca in samice še dva do štirje mladiči. Poznamo devet vrst gibonov. Največji je siamang, ki tehta približno 10kg. Zaradi teže se siamang ne more obešati na tanke veje, kar ostali giboni sicer lahko počno. Giboni se prehranjujejo s sadjem in mladimi listi. Giboni iz Jugovzhodne Azije so izvrstni akrobati, ki kar letijo skozi drevesne krošnje. Na tla se skoraj ne spustijo.

### Šimpanz
Od vseh živali so šimpanzi najbolj podobni človeku. O tem nas prepriča njihova obrazna mimika, način, kako se med seboj igrajo, izdelujejo preproste orodje in rešujejo zapletene stvari. Šimpanzi živijo v skupinah. Med dvema sosednjima skupinama lahko pride do pretepa. Hranijo se s sadjem, listi, semeni, cvetovi in žuželkami, včasih pa tudi z večjimi živalmi, kakršne so druge opice ali pa gazele. Živijo v Afriki, v gozdovih ali savani. Pritlikavi šimpanzi so znani samo iz gostih gozdov v Kongo (Centralna Afrika). Mladi šimpanzi porabijo večino časa za igro z raznimi predmeti in za razposajen lov. Na ta način se pripravljajo na obdobje, ko si bodo morali sami najti hrano ali pa odgnati sovražnika.

### Pavijan
Pavijan sicer zna plezati, vendar večinoma časa hodi ali teka naokrog po vse štirih. Znanstveniki dobro poznajo njegov način življenja. Pavijani živijo v savanah, zato jih je lahko opazovati. Družijo se v skupine ali trope. Trop se razvije okrog vodečih samic in njihovih mladičev. Dokler mladi samci ne dozorijo, se držijo posebej. Odrasel samec si mora v bojih z drugimi samci šele ustvariti položaj v skupini. Krdelo se s skupnimi močmi brani pred sovražniki, kakršen je na primer lev, pa tudi pred drugimi tropi pavijanov, ki vdirajo na njihovo ozemlje.